# Kenianische Cricket-Nationalmannschaft in Simbabwe in der Saison 2002/03
Die Tour der kenianischen Cricket-Nationalmannschaft nach Simbabwischen in der Saison 2002/03 fand vom 8. bis zum 15. Dezember 2002 statt. Die internationale Cricket-Tour war Teil der internationalen Cricket-Saison 2002/03 und umfasste drei ODIs. Simbabwe gewann die Serie 2-0.

## Vorgeschichte
Simbabwe spielte zuvor eine Tour gegen Pakistan, für Kenia war es die erste Tour der Saison.
Für beide Mannschaften war das erste Aufeinandertreffen bei einer Tour.

## Stadien
Die folgenden Stadien wurde für die Tour berücksichtigt.
| Stadion            | Stadt    | Kapazität | Spiele |
| ------------------ | -------- | --------- | ------ |
| Queens Sports Club | Bulawayo | 9.000     | 3. ODI |
| Harare Sports Club | Harare   | 10.000    | 1. ODI |
| Kwekwe Sports Club | Kwekwe   | 1.400     | 2. ODI |

## Kaderlisten
Die Mannschaften benannten die folgenden Kader.
| Test | Test |
| Simbabwe | Kenia |
| --- | --- |
| - Alistair Campbell (K) - Andy Blignaut - Grant Flower - Andy Flower - Travis Friend - Douglas Hondo - Dougie Marillier - Brian Murphy - Henry Olonga - Tatenda Taibu (wk) - Mark Vermeulen - Craig Wishart | - Steve Tikolo (K) - Thomas Odoyo (VK) - Joseph Angara - Jimmy Kamande - Hitesh Modi - Collins Obuya - David Obuya (wk) - Maurice Odumbe - Peter Ongondo - Kennedy Otieno (wk) - Brijal Patel - Ravi Shah - Tony Suji - Martin Suji |

## One-Day Internationals

### Erstes ODI in Harare
| 8. Dezember Scorecard | Harare | Kenia 211 (50) | – | Simbabwe 17-1 (5.1) |
|                       |        | No Result      |   |                     |

### Zweites ODI in Kwekwe
| 11. Dezember Scorecard | Kwekwe | Simbabwe 273-4 (50)                       | – | Kenia 181-6 (44/44) |
|                        |        | Simbabwe gewinnt mit 47 Runs (D/L method) |   |                     |

### Drittes ODI in Bulawayo
| 15. Dezember Scorecard | Bulawayo | Kenia 133 (29)                 | – | Simbabwe 136-1 (16) |
|                        |          | Simbabwe gewinnt mit 9 Wickets |   |                     |